# ووددبری، دوون
ووددبری (به انگلیسی: وودبری) یک روستا و محله مدنی در بریتانیا است که در دوون شرقی واقع شده‌است. ووددبری ۱٬۶۰۵ نفر جمعیت دارد.